# American Masters
American Masters je televizní pořad vysílaný americkou stanicí PBS. Vysílat se začal v červnu roku 1986 a až do roku 2013 byla jeho vedoucí producentkou Susan Lacy. Počínaje rokem 2014 tuto funkci zastával Michael Kantor. Pořad se zaměřuje na životopisné dokumenty o různých umělcích (hercích, hudebnících, malířích). Za svou existenci vzniklo mnoho dílů (do roku 2014 jich bylo natočeno 200) a mezi umělce patřili například choreograf Merce Cunningham, herec James Dean a skladatel John Cage. Rovněž vznikly díly například o škole Juilliard School či hudebním vydavatelství Atlantic Records.